# Martin Komárek (fotbalista)
Martin Komárek (* 14. října 1984) je bývalý český fotbalový obránce, naposledy hrající za český celek FK Loko Vltavín.

## Klubová kariéra
S fotbalem začal v SK Bouzov (a to jako útočník), ale kvůli chybějícímu dorosteneckému týmu musel celek změnit. V roce 1999 odešel nejprve na testy do TJ Tatran Litovel, ale vzápětí podepsal smlouvu s FK Mohelnice, která hrála o postup do MSDL, tedy druhé nejvyšší dorostenecké soutěže. Tady začínal u nižšího dorostu, později se přesunul do staršího dorostu, se kterým se mu podařilo vybojovat postup. Zde se také přeorientoval z útočníka na obránce. V lednu 2001 si jej vzal trenér Jiří Neček na testy do SK Sigma Olomouc a o půl roku později sem zamířil na přestup. V Olomouci začínal v B dorostu, který vedl Jiří Saňák, ale už o rok později se objevil v extralize dorostu. V létě 2003 si jej do juniorky vybral Zdeněk Psotka. V roce 2004 odešel na půl sezony hostovat do divizní Jiskry Ústí nad Orlicí, kam si ho vybral Jiří Saňák. V srpnu 2005 si jej pak Petr Uličný vybral do "A" týmu Sigmy, ovšem většinu sezony strávil v béčku, za který hrál 2. ligu. V létě 2006 jej trenér Vlastimil Palička vzal znovu do áčka a na podzim se dočkal premiéry, když nastoupil v základní sestavě v souboji 6. kola proti Viktorii Plzeň, ovšem v té době tým už vedl Vlastimil Petržela. V létě 2007 ovšem s příchodem nového trenéra Martina Pulpita a obránce Darka Šuškavčeviće přestal za áčko nastupovat a pomáhal "B" týmu ve vítězství v MSFL. V létě se pak novým trenérem stal Zdeněk Psotka a Martin se znovu probojoval do základní sestavy týmu a pomohl tak k postupu do Evropské ligy, do níž ale kvůli zranění nezasáhl. V létě 2010 po vypršení smlouvy přestoupil do slovenského týmu FK Senica, ačkoliv jej testoval švédský Trelleborg a měl nabídky z Polska i Maďarska. V létě 2011 se rozhodl z týmu, který mu nabídl půlroční prodloužení smlouvy, odejít. Měl nabídku z MFK Zemplín Michalovce, testovaly jej ukrajinské týmy FK Volyň Luck a FK Kryvbas Kryvyj Rih, pokoušely se jej získat týmy z Moldávie. Nakonec se rozhodl pro návrat do České republiky a to na hostování do FC Vysočina Jihlava. V létě 2012 mu však hostování ze Sigmy skončilo a jihlavské vedení se rozhodlo o hráče neusilovat. Poté byl na zkoušce v týmu z libanonského Bejrútu. V lednu 2013 přestoupil do kazašského týmu FK Vostok Öskemen z města Öskemen (Usť-Kamenogorsk). V lednu 2014 se vrátil zpátky do Česka, do druholigového pražského celku FK Loko Vltavín.

## Úspěchy
- 2011/2012 – postup do Gambrinus ligy s Vysočinou Jihlava